# Louis de Glandevès
Pour les autres membres de la famille, voir Glandevès.
Louis de Glandevès, né à une date inconnue et mort en 1445, est évêque de Vence, puis évêque de Marseille.

## Biographie
Louis de Glandevès était le fils d’Élion de Glandevès, seigneur de Faucon-du-Caire. Il est chanoine de Sisteron lorsqu’il est nommé le 27 mai 1427 évêque de Vence par le pape Martin V. En 1433 il est candidat à la succession de l’évêque de Marseille, André Boutaric qui venait de mourir. Soutenu par la municipalité et le gouvernement d’Aix-en-Provence, il occupa le siège mais le pape désigna à ce poste Barthélemy Rocalli. Louis de Glandevès se rendit au concile de Bâle, mais durant son absence, Barthélemy Rocalli prit normalement possession de l’évêché. Il reprit son siège à la mort de Rocalli mais lui-même mourut la même année en 1445.